# Sophrops holosetosa
Sophrops holosetosa är en skalbaggsart som beskrevs av Shuhei Nomura 1977. Sophrops holosetosa ingår i släktet Sophrops och familjen Melolonthidae. Inga underarter finns listade i Catalogue of Life.